# Richard von Sichowsky
Richard von Sichowsky (* 28. Mai 1911 in Hamburg; † 28. Januar 1975 ebenda) war ein deutscher Typograf und Buchgestalter. Er war Gründer der Grillenpresse.

## Leben
Richard von Sichowsky, der aus einer Handwerkerfamilie stammte, lernte, nachdem er die Lichtwarkschule unter Peter Petersen in Hamburg, eine Reformschule mit besonderer pädagogischer Prägung, besucht hatte, den Beruf eines Schriftsetzers. Nach seiner Lehre war er auf Wanderschaft durch Böhmen, Österreich und Italien. In München setzte er seine Ausbildung fort und studierte bei Georg Trump, Josef Käufer und Hermann Virl an der Meisterschule für Deutschlands Buchdrucker, der späteren Akademie für das graphische Gewerbe, die heute in die Fachhochschule München eingegliedert ist.
Zunächst begann sein beruflicher Werdegang in der Werkstatt des Heinrich Ellermann Verlags. 1946 wurde er an die damalige Landeskunstschule Hamburg berufen, der heutigen Staatlichen Hochschule für bildende Künste Hamburg. Als Professor des Fachbereiches Typografie und Buchgestaltung hat er die Entwicklung der deutschen Buchkunst nach dem Zweiten Weltkrieg entscheidend mitgeprägt.
Die Begegnung mit dem Bildhauer Gerhard Marcks führte zu den ersten Drucken der Grillenpresse – eine Privatpresse, die Richard von Sichowsky 1951 gründete und in der eine Reihe bedeutender Arbeiten entstanden sind. Seine künstlerische Aufgabe sah er darin, Bild und Text in Einklang zu bringen und in der typografischen Gestaltung und Organisation wissenschaftlicher Werke. Seine Buchgestaltungen sind vielfach unter den „Schönsten Bücher des Jahres“ der Stiftung Buchkunst zu finden.
Richard von Sichowsky, der nach Perfektion und Beständigkeit strebte, stand den studentischen Unruhen, die in den 1970er Jahren auch die Kunsthochschule erfassten, rat- und fassungslos gegenüber, zog sich zurück und widmete sich fast ausschließlich seiner buchgestalterischen Arbeit. Der Verleger Friedrich Wittig schrieb, ihm käme es vor, als seien von Sichowsky und Kurt Londenberg, Leiter der Klasse für Bucheinband, Fremdlinge an der Hochschule am Lerchenfeld – Gestalten aus einer versinkenden Zeit der Buchkunst.
Nach seiner Pensionierung wechselte er in seine Werkstatt in Hamburg-Lemsahl und war voller Pläne und Tatendrang. Nach kurzer, schwerer Krankheit starb er im Alter von 64 Jahren. Der Holzstecher und Buchgestalter Otto Rohse vollendete sein letztes Werk und verwaltet nun seinen umfangreichen Nachlass.
Das Werk von Richard von Sichowsky hat Generationen von Typografen, Buchkünstler und Designer beeinflusst. Sein Name gilt heute als Synonym für die „Hamburger Schule“ der Typografie und Buchgestaltung.

## Buchgestaltungen
- Tierfabeln des Aesop – mit 28 Holzschnitten von Gerhard Marcks; Grillenpresse, 1951
- Das Buch des Propheten Jona – mit 9 Holzschnitten von Gerhard Marcks; Grillenpresse, 1951
- Oskar Kokoschka: Ann Eliza Reed – mit 11 Lithographien von Oskar Kokoschka; Maximilian-Gesellschaft, 1952
- Otto Rohse: Pet, der Fisch. Eine Bildgeschichte – mit 16 Holzstichen von Otto Rohse; Grillenpresse, 1960
- Russische Tiergeschichten – mit 63 Zeichnungen von Josef Hegenbarth; Heinrich Ellermann Verlag, 1961
- Bertolt Brecht: Songs aus der Dreigroschenoper – mit 23 Holzschnitten von Hansen-Bahia; Dr. Ernst Hauswedell, 1961
- Gottfried Keller: Der Grillenfang – mit 16 Holzstichen von Imre Reiner; Grillenpresse, 1962
- Kinderlieder aus des Knaben Wunderhorn – mit 41 Holzstichen von Andreas Brylka; Grillenpresse, 1964
- Edgar Horstmann: Kokoschka in Hamburg; Hans Christians Verlag, 1965
- Aristophanes: Die Vögel – mit 37 Holzstich-Illustrationen von Imre Reiner, Maximilian-Gesellschaft, 1965
- Hamburger Bibel – Neues Testament und Psalter von 1545; Friedrich Wittig Verlag, (postum) 1982

## Quelle
Richard von Sichowsky Typograph, Maximilian-Gesellschaft, 1982
| Personendaten    | Personendaten          |
| ---------------- | ---------------------- |
| NAME             | Sichowsky, Richard von |
| KURZBESCHREIBUNG | deutscher Typograf     |
| GEBURTSDATUM     | 28. Mai 1911           |
| GEBURTSORT       | Hamburg                |
| STERBEDATUM      | 28. Januar 1975        |
| STERBEORT        | Hamburg                |